# HALO Trust

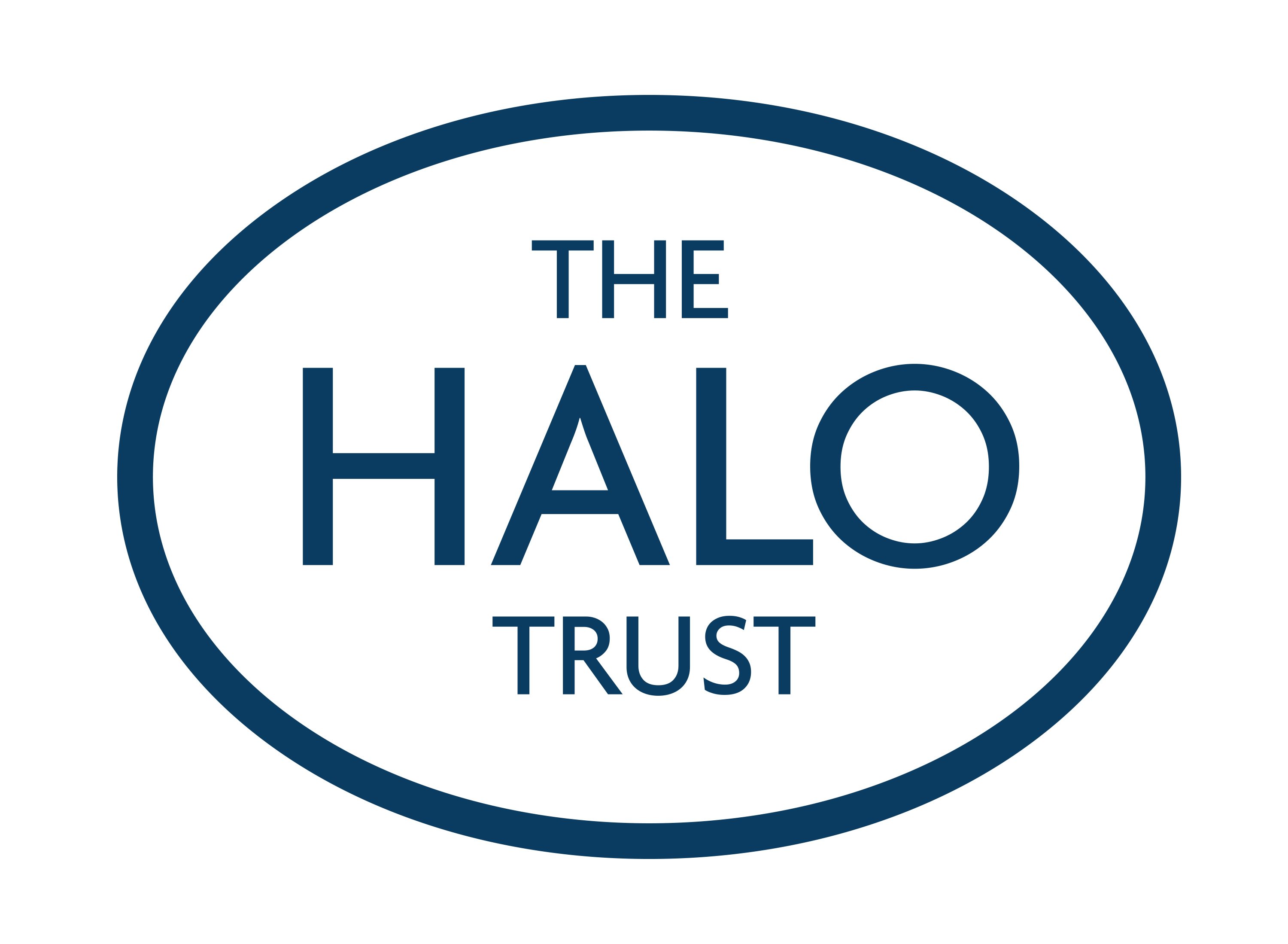

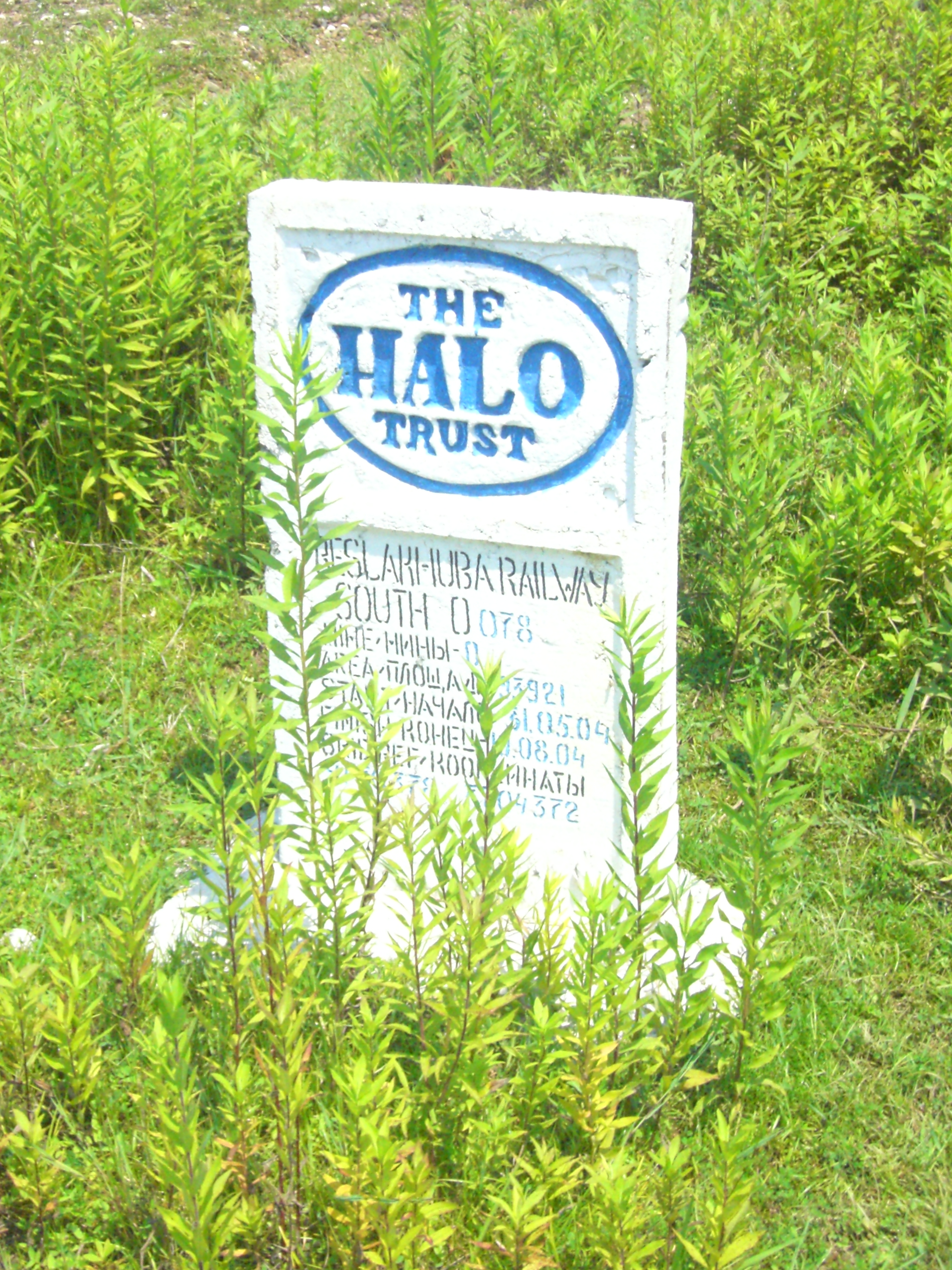

Der HALO Trust (Hazardous Area Life-support Organization) ist eine 1988 gegründete humanitäre Nichtregierungsorganisation, die sich vor allem um die Räumung von Landminen und anderen Sprengkörpern kümmert, die bei Gefechten und Schlachten zurückgelassen wurden (englisch explosive remnants of war (ERW)). Sie ist mit über 10.000 Mitarbeitern in fast 30 Ländern tätig.
Der Hauptsitz von HALO befindet sich in Thornhill (Großbritannien). Niederlassungen gibt es in Salisbury (UK), Washington, D.C. (USA) und Den Haag (Niederlande).
Gegründet wurde die Organisation im Jahre 1988 von dem ehemaligen Offizier der britischen Armee Colin Mitchell, nach den verheerenden Auswirkungen der Kriegsführung im Laufe der russischen Invasion Afghanistans. Colin Mitchell erkannte, dass der extensive Einsatz von Landminen den Wiederaufbau einer Gesellschaft sehr erschwert. Dazu kam die Erkenntnis, dass es keine humanitäre Organisation gab, die über das spezialisierte Wissen zur Räumung von Minen verfügt und dadurch in der Lage ist Leben zu retten. Bereits Anfang der 1990er Jahre erweiterte die Organisation ihren Tätigkeitsbereich über Afghanistan hinaus, auf die, durch langjährige Bürgerkriege schwer getroffenen, Länder Mosambik, Angola und Kambodscha.
Als einer der Meilensteine der Organisation wird häufig der Gang von Prinzessin Diana durch ein geräumtes Minenfeld am 15. Januar 1997 in Angola angesehen. Dadurch erreichte der Halo Trust und die Bekämpfung nicht geräumter Landminen eine weltweite Aufmerksamkeit. Inzwischen engagiert sich ihr Sohn Prinz Harry ebenfalls für diese Organisation.

## Auszeichnungen
- HALO erhielt 2001 den Lew-Kopelew-Preis.[2]
- Bei den Britisch HR Awards wurde die Organisation 2024 in der Kategorie „Culture Initiative of the Year“ als englisch Highly Commended ‚sehr lobenswert‘ ausgezeichnet.[3]